# Boz

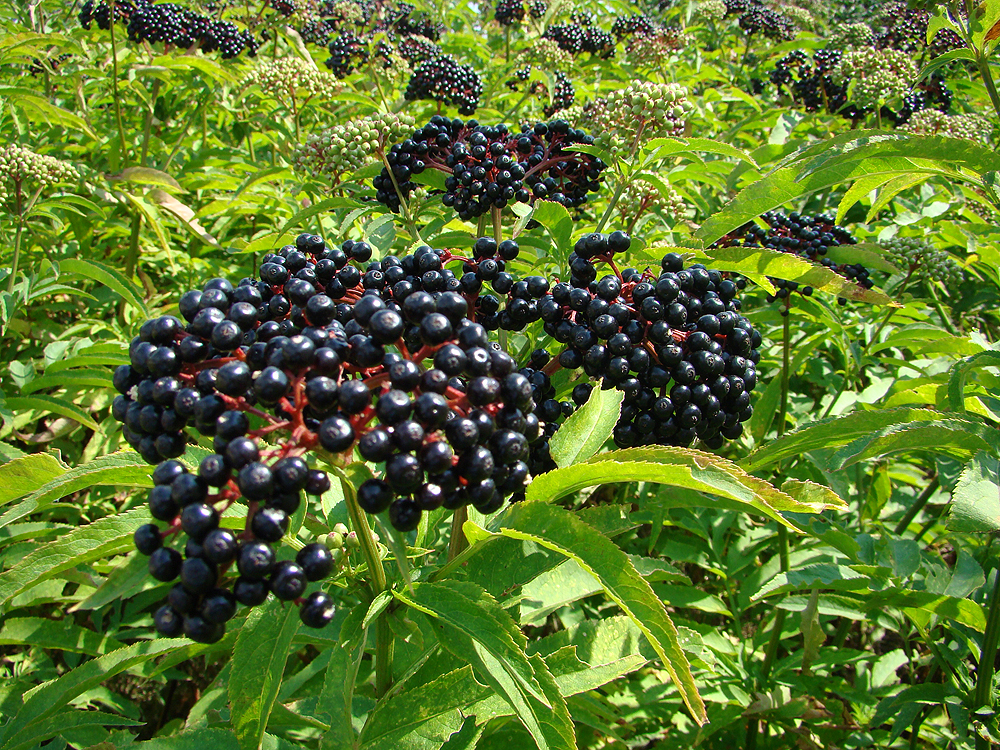

Bozul (Sambucus ebulus - L.) este o plantă medicinală din familia Adoxaceae, genul Sambucus (soc).

## Descriere
Bozul este o plantă robustă. Tulpina este erbacee, cu frunze penat-sectate, care au un miros neplăcut. Florile bozului au culoarea albă și sunt grupate în formă de umbrelă. Înflorește în luna iunie-august. Fructele sunt bace de culoare neagră și au un miros neplăcut.

## Răspândire
Crește în locuri necultivate, la marginea ogoarelor, de-a lungul drumurilor și șanțurilor, pe lângă garduri.

## Utilizare
Planta este recoltată și se folosește mai ales rădăcina, dar și fructele și florile (Sambuci ebuli radix, flos et fructus). Rădăcina conține hemaglutinine, principii amare și saponozide. Florile sunt bogate în glucide, flavone, fitosteroli, acizi grași și triterpene. Fructele conțin antocianozide, acid tartric, acid malic.
Infuzia, decoctul (10%), extractul - toate au proprietăți diuretice, antireumatice, laxative, antiseptice, purgative, antialergice, antiinflamatoare, antitusive, sudorifice.
Bozul este o plantă foarte utilizată pentru calitățile ei farmaceutice.